# Granule de glace

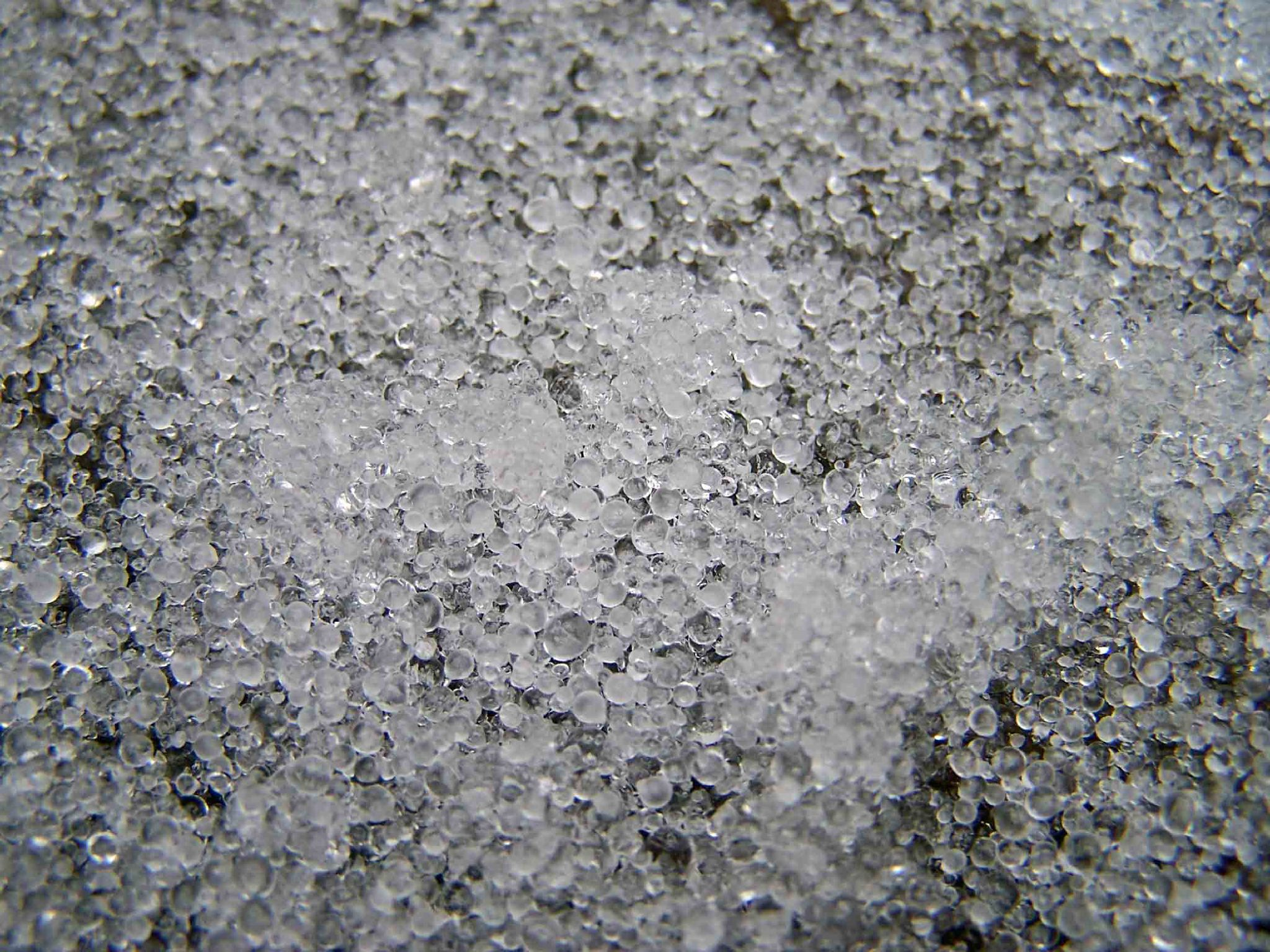
Accumulation de granules de glace au sol

Les granules de glace sont de petits grains de glace transparente. De forme sphérique ou bien de forme irrégulière mais rarement conique, et de dimension ne dépassant pas 5 mm, ils rebondissent sur toute surface où ils tombent. Ces particules se retrouvent dans un type de précipitation qui peut être associé à des nuages de différents genres, comme les altostratus, les nimbostratus ou les cumulus bourgeonnants. Le code METAR est PL,.

## Terminologie
Le terme « granule de glace » désigne la forme que prennent les précipitations. Cependant, le terme n'est pas utilisé dans la langue parlée pour désigner ce type de précipitations. On parle plutôt de « grésil » ou de « petite grêle ».

## Formation
En général, les granules de glace se forment avec un système météorologique à l'échelle synoptique (une dépression) où de l'air doux surmonte une épaisse couche froide près du sol. La neige qui tombe dans la masse d'air au-dessus du point de congélation va fondre en grande partie. Cependant, en repassant dans la couche froide, les gouttes regèlent en granules.
Ces précipitations est généralement une période transitoire entre la neige et la pluie verglaçante.
Un autre forme de granules de glace se retrouve dans certaines averses sous les cumulus bourgeonnants. Les gouttes surfondues dans le courant ascendant de ce type de nuage sont amenées haut en altitude où elles vont finalement geler si elles atteignent une température sous les -15 degrés Celsius et former des granules de glace qui retomberont. Si le point de congélation est relativement près du sol, elles pourront l'atteindre avant de fondre.